# لیدی مورا
لیدی مورا (به انگلیسی: Lady Moura) یک کشتی است که طول آن ۳۴۴ فوت (۱۰۵ متر) می‌باشد. این کشتی در سال ۱۹۹۰ ساخته شد.